# Andreas B. Imhoff
Andreas Balthasar Imhoff (* 1953 in Basel) ist ein Schweizer Orthopäde und war Ärztlicher Direktor der Abteilung und Poliklinik für Sportorthopädie des Klinikums rechts der Isar der Technischen Universität München.  Seine Behandlungsschwerpunkte sind Weichteilverletzungen der oberen und unteren Extremitäten.
Imhoff hatte von 1996 bis 2022 den Lehrstuhl für Orthopädie und Orthopädische Chirurgie der Technischen Universität München inne.

## Leben
Andreas Imhoff studierte von 1973 bis 1979 Medizin an der Universität Basel. Er wurde 1980 in Basel promoviert und habilitierte sich 1996 an der Technischen Universität München.
Nach Aufenthalten an den Universitäten Basel, Zürich und Pittsburgh wurde er 1996 Ärztlicher Direktor der Abteilung und Poliklinik für Sportorthopädie des Klinikum rechts der Isar. 2022 trat er in den Ruhestand.
Imhoff ist Gründer und Vorstand mehrerer orthopädischer Fachgesellschaften. Er veranstaltet am Klinikum rechts der Isar seit 1996 jedes Jahr im September einen dreitägigen Internationalen Schulterkurs.
Imhoff ist verheiratet und hat drei Söhne.

## Fachbücher und Monographien
- Imhoff, Linke, Baumgartner (Hrsg.): Checkliste Orthopädie, Thieme, 3. Aufl. 2014, ISBN 978-3-13-142283-5.
- Imhoff, Beitzel, Stamer, Klein: Rehabilitation in der Orthopädische Chirurgie, Springer, 2. Aufl., 2015, ISBN 978-3-662-43556-4.
- Imhoff, Savoie III (Hrsg.),: Shoulder Instability Across the Life Span, Springer, 2017, ISBN 978-3-662-54076-3.
- Imhoff, Lenich (Hrsg.): Arthroskopie und minimal-invasive Chirurgie des Ellenbogens, 2018, Springer, ISBN 978-3-662-56678-7.
- Imhoff, Savoie III (Hrsg.),: Rotator Cuff Across the Life Span, Springer, 2019, ISBN 978-3-662-58728-7.

## Auszeichnungen
- Alwin-Jäger Preis 2014 für klinische arthroskopische Innovationen im Bereich Knie- und Schulter: Prävalenz und Risikofaktoren der Omarthrose nach arthroskopischer Schulterstabilisierung - Eine Langzeitstudie an 100 Schultern mit 13 Jahren Follow-up, Deutsche Vereinigung für Schulter- und Ellenbogenchirurgie - DVSE
- DKG-CODON Award 2014: Quality of life and return to work following ACL reconstruction, Deutsche Kniegesellschaft - DKG
- Alwin-Jäger-Preis 2017: Angulation of the osteotomy in distal femur torsion correction leads to unintended changes of axis, DVSE
- OTIF Award 2019 of Orthopaedic Legends: Stephen Snyder, John Garrett, David Altchek, Andreas Imhoff, Neapel 20. Januar 2019